# Rodolfo Ilari
Rodolfo Ilari (1943) é um linguista e tradutor conhecido por seus trabalhos em semântica, pragmática e linguística românica. Foi um dos fundadores do Departamento de Linguística de Instituto de Estudos da Linguagem da Universidade Estadual de Campinas, de que é professor emérito. Em 2021, foi eleito Sócio Honorário da Associação Brasileira de Linguística.